# Stenodorus
Stenodorus is een geslacht van rechtvleugeligen uit de familie doornsprinkhanen (Tetrigidae). De wetenschappelijke naam van dit geslacht is voor het eerst geldig gepubliceerd in 1906 door Hancock.

## Soorten
Het geslacht Stenodorus  is monotypisch en omvat slechts de volgende soort:
- Stenodorus extenuatus (Hancock, 1906)